# Lispoides lopesi
Lispoides lopesi är en tvåvingeart som beskrevs av Albuquerque 1955. Lispoides lopesi ingår i släktet Lispoides och familjen husflugor. Inga underarter finns listade i Catalogue of Life.